# Действующая армия и флот
Де́йствующая армия и флот — часть вооружённых сил государства, используемая во время войны (в военное время) для ведения военных действий.
Состав и численность ДАФ зависит от масштаба вооружённого конфликта, интенсивности военных действий и военной политики государства. В литературе также встречаются названия — ДАФ, активная армия и флот, активные вооружённые силы, полевые войска, Активный состав. Термин получил распространение в XIX веке с появлением массовых вооружённых сил, построенных на принципах смешанного типа комплектования личным составом. В Российской империи ДАФ назывались сухопутные и морские силы, военные управления и учреждения Вооружённых сил, подчинённые верховному главнокомандующему, в отличие от формирований, подчинённых военному министру. Территория для развёртывания ДАФ называлась театром военных действий (ТВД).

## История
Термин «Действующая армия и флот» возник в период исторического развития вооружённых сил государства когда для участия в военных (боевых) действиях отбирались лучшие, наиболее боеспособные формирования (подразделения, воинские части (корабли) и так далее) для достижения победы над врагом. Полевые войска содержались в мирное время в полном, по штатам военного времени, числе частей и с наиболее развитыми кадрами.
Понятие «действующий флот» впервые появилось при Петре I и было официально закреплено в Уставе 1716 года.
27 января 1812 года император Российской империи Александр I подписал «Учреждение для управления большой действующей армии». В 1846 году взамен «Учреждения для управления большой действующей армией», от 1812 года, был издан «Устав для управления армиями в мирное и военное время», который сохранял силу в отношении военного времени до 1868 года. В соответствии с данным уставом состав полевого управления (штаба) был громаден: 441 офицеров и чиновников, 767 нижних чинов, 800 повозок и 2 500 лошадей.
При императоре Николае Павловиче в некоторых полевых частях действующей армии (гвардейских и армейских пехоте, кавалерии, артиллерии и инженерии), преимущественно действовавших на Кавказе, в местах их расквартирования, для охраны и обслуживания казарм, кухонь и обозов из ветеранов и неспособных к полевой службе (категории ограниченно годных) были сформированы инвалидные роты, полуроты, третьроты, либо четвертьроты. Служащие в них военнослужащие так же именовались военными инвалидами. А при императоре Александре II все эти формирования преобразованы в нестроевые роты (или команды) тех же полевых частей.
После проведения военной реформы Александра II и военного министра Д. А. Милютина в 1862 — 1864 (1867) годах в России, каждая действующая армия отряжалась военным округом.
На 1914 год Военно-морской флот Российской империи делился на:
- действующий, находящийся в полной боевой готовности;
- резервный, состоящий из:
  - 1-го резерва, кораблей и судов, выслужившие сроки (срок готовности 48 часов);
  - 2-го резерва, кораблей и судов, не удовлетворяющих требованиям действующего флота и 1-го резерва.

Корабли и суда действующего флота были объединены в эскадры и отряды. Эскадра иногда состояла из дивизии линейных кораблей (8 кораблей), дивизии крейсеров (8 крейсеров) или бригады крейсеров (4 крейсера), дивизии эскадренных миноносцев (36 миноносцев и один крейсер) и/или бригады эскадренных миноносцев и вспомогательных судов. Дивизии линкоров и крейсеров делились на бригады по 4 корабля. Дивизия эсминцев — на две бригады по два дивизиона в бригаде, по 9 кораблей в дивизионе. Были также отдельные бригады линкоров, крейсеров, эсминцев и других кораблей и отдельные дивизионы эсминцев и других кораблей и отдельные корабли и суда некоторых типов, не входящие в дивизии бригады или дивизионы кораблей и судов. Отряды кораблей и судов были меньше эскадры и состояли из двух и более кораблей и судов.
Численность действующей армии России, составлявшая к 15 сентября 1915 года 3 855 722 человек личного состава, к 1 ноября 1916 года выросла до 6 963 503.
После Февральской революции (переворота) 1917 года при верховном главнокомандующем был образован Центральный комитет действующей армии и флота (ЦЕКОДАРФ), избранный на Общеармейском съезде, проходившем 1 — 16 декабря 1917 года.

«Временный комитет членов Государственной Думы, взявший в свои руки создание нормальных условий и управление в столице, приглашает действующую армию и флот сохранить полное спокойствие и питает уверенность, что общее дело борьбы против внешнего врага ни на минуту не будет прекращено или ослаблено также. И мужественно, как доселе, действующая армия и флот должны продолжать дело защиты своей Родины».— Телеграмма Начальнику штаба Западного фронта от Председателя Госдумы М.В. Родзянко, 6 марта 1917 г., Национальный исторический архив Беларуси (НИАБ), ф. 2099, оп. 1, д. 364, л. 279.
Порядок отнесения войск (сил) к действующей армии и флоту и льготы для личного состава устанавливаются специальным постановлением правительства и в каждом государстве имеют свои особенности.
В Союзе ССР, в период Великой Отечественной войны, Действующая Армия и Флот являлась главной частью Вооружённых Сил Союза ССР, которые вели непосредственно военные действия. Было принято Постановление Совета Народных Комиссаров (СНК) СССР, от 5 июня 1941 года, в котором к составу Действующей Армии и Флота были отнесены полевые управления фронтов и органы управления флотов, руководившие подготовкой и ведением операций; объединения, соединения, части (корабли), тыловые и другие части и учреждения, входившие в состав этих фронтов и флотов, отдельных объединений во время выполнения ими задач в пределах тыловой границы действующего фронта, операционной зоны флота (в том числе на берегу на удалении до 100 километров от уреза воды). Войска противовоздушной обороны (ПВО), соединения и части авиации дальнего действия, не входившие в состав действующих фронтов, к Действующей Армии и Флоту относились только в период их непосредственного участия в боевых действиях и выполнения задач оперативного и боевого обеспечения в пределах тыловых границ действующих фронтов.

1. Ветеранами Великой Отечественной войны являются лица, принимавшие участие в боевых действиях по защите Отечества или обеспечении воинских частей действующей армии в районах боевых действий;— Статья 2, Глава I, Федеральный закон "О ветеранах"
В Вооружённых Силах Союза ССР (ВС СССР) к составу Действующей армии и флота принято было относить полевые управления фронтов (группы войск) и органы управления флотов, руководившие подготовкой и ведением боевых операций, а также объединения, соединения, части (корабли) и другие формирования, входящие в их состав.

Приказ о включении в состав действующей армии частей и штабов Московской Зоны ПВО № 0249 28 июля 1941 г.

Части и штабы Московской зоны ПВО, расположенные к западу от линии Ярославль, Шатура, Кашира (включая эти пункты) считать находящимися в составе действующей армии и распространить на них приказ НКО СССР № 224 от 26.6.1941 года.

Зам. Народного комиссара обороны СССР начальник Генерального штаба Красной Армии генерал армии Жуков ф. 4, оп. 11, д. 65, л. 91. Подлинник.— Приказы, Милитера.

## Состав
Действующая армия и флот состоит из:
- фронтов (отдельных армии), «групп армий» у супостата, на море флотов;
  - армий, ранее именовались полевыми, на море флотилии;
  - формирований фронтового (флотского) подчинения;

Состав войск (сил) Действующей армии и флота, их численность определяются накануне особого периода, а в ходе его, при планировании новых операций, в зависимости от сложности и важности задач стоящих перед вооружёнными силами, которые предстоит им решать.
На начало Первой мировой войны, у Российских Вооружённых Сил имелись в действующей армии:
- Северо-Западный фронт — состоял из армий, действовавшие против Германии;
- Юго-Западный фронт — состоял из армий, действовавших против Австро-Венгрии;
- Отдельная армия № 6 (Петроградская) — состояла из формирований, охранявших побережье Балтийского моря России;
- Отдельная армия № 7 (Одесская) — состояла из формирований, охранявших побережье Чёрного моря России.

На 1 сентября 1916 года в Действующей армии по полученным сведениям от фронтов, насчитывалось — 
6 191 000 человек, а по сведениям полученным от Полевого интендантства — 8 269 000 человек личного состава.
В период Великой Отечественной войны главные составные части Вооружённых сил Союза ССР имели название «Красная Армия» и «Военно-Морской Флот», «Действующая Красная Армия, Военно-морской Флот».
На 1 июня 1944 г. Действующая армия, развернутая на фронте 4 500 километров (км), включала 11 фронтов , 54 общевойсковые, 5 танковых, 12 воздушных армий, 3 флота. В их составе было 450 стрелковых и кавалерийских дивизий, 16 танковых и 6 механизированных корпусов, 72 артиллерийские и миномётные дивизии, 82 отдельные артиллерийские и миномётные бригады, 132 авиационные дивизии. Всего 6 600 000 человек, около 98 000 орудий и миномётов, 7 800 танков и САУ, 13 400 боевых самолётов. В резерве Ставки ВГК состояли две общевойсковые, одна танковая и одна воздушная армии, около 30 стрелковых и кавалерийских дивизий, 8 танковых и 7 механизированных корпусов, 11 артиллерийских и миномётных дивизий и 11 отдельных бригад, в которых имелось около 650 000 человек, 9 500 орудий и миномётов, 2 000 танков и САУ и 3 000 самолётов.
На 1 июня 1944 года в действующей армии было 43 516 первичных партийных организаций, насчитывавших 1 717 686 членов и кандидатов в члены ВКП(б). Из них: рабочих — 35 процентов, крестьян — 20 и служащих — 45 процентов. На волне вызванной чередой побед существенно возрос приток в ряды партии. Так, в июне 1944-го в члены и кандидаты в члены партии в действующей армии было принято 122 752 человека, в июле — 139 781, в августе — 139 982 человека. Всего за июнь — декабрь 1944 г. ряды членов и кандидатов в члены партии пополнили 728 274 человека.
Состав и численность действующей армии и флота не были постоянными. Они менялись в зависимости от масштабов оперативно-стратегических задач и протяжённости линии фронта и ТВД где участвовали ВС СССР. Так, в начале войны с Германией численность личного состава действующих фронтов и флотов составляла немногим более 3 000 000 человек (чел.), а к концу 1944 г. она выросла до 6 700 000 чел..
Личный состав ДАФ стоит на улучшенном тыловом обеспечении (особыми нормами питания, вещевого и денежного довольствия, при исчислении пенсий), а также пользуется преимуществами в исчислении сроков выслуги лет, для присвоения очередных воинских званий и выхода в запас (отставку).

## Германия

### Второй рейх
Полевые войска (или действующие) Второго рейха составляли:
- 173 пехотных полка, из трёх батальонов и одного полубатальона каждый (все пехотные части сведены в 86 пехотных бригад);
- 19 стрелковых батальонов;
- 93 кавалерийских полка, из пяти эскадронов каждый (все кавалерийские части сведены в 46 кавалерийских бригад);
- 43 артиллерийских полка, состоящих в большинстве из 11 или 12 батарей, по 6 орудий в каждой батарее;
- 23 пионерных батальона;
- одна железнодорожная бригада.

Две пехотные и одна кавалерийская бригада образовывали дивизию (в гвардейском корпусе дивизии состояли из одного рода оружия).
Итого: дивизий — 43, корпусов (из всех родов оружия) — 20.

### Третий рейх
Действующая армия Германии (нацистская Германия), по опыту войн в Западной Европе во второй половине 30-х годов XX века, организационно состояла из:
- групп армий;
  - полевых армий;
  - танковых групп, позднее получивших наименование танковых армий;
  - армейских и моторизованных корпусов, ряд из которых переименовывался в танковые.